# Odontomyia amyris
Odontomyia amyris är en tvåvingeart som beskrevs av Walker 1849. Odontomyia amyris ingår i släktet Odontomyia och familjen vapenflugor. Inga underarter finns listade i Catalogue of Life.